# 斉藤正雄
斉藤 正雄（さいとう まさお、生年不詳 - 昭和59年 (1984年) 3月14日）は、日本のアコーディオン奏者。本名・斉藤昭弘(さいとう あきひろ)。大阪府大阪市生まれ。

## 経歴
16歳から独学でアコーディオン演奏を始め、昭和21年、NHKラジオの「のど自慢素人音楽会」から、58年5月の「NHKのど自慢」まで、ずっと伴奏を担当、後にバンドリーダーを務めた。このほか、初期のコメディードラマなどにも出演したり、音楽番組全般にわたって作曲者、編曲者、指揮者として活躍した。全関西アコーディオン協会副会長。
大阪城東商業学校　(現在の大阪商業大学高等学校）卒業。